# Gadilina
Gadilina is een geslacht van weekdieren uit de klasse van de Scaphopoda (tandschelpen).

## Soorten
- Gadilina insolita (E. A. Smith, 1894)
- Gadilina lauensis V. Scarabino & F. Scarabino, 2010
- Gadilina masoni Maxwell, 1992 †
- Gadilina pachypleura (Boissevain, 1906)